# Maidenhead Railway Bridge
Maidenhead Railway Bridge je obloukový železniční most při anglickém městě Maidenhead. 
Most byl postaven v letech 1835–1838 jako součást jednoho z nejvýznamnějších projektů britského konstruktéra Isambard Kingdoma Brunela, železnice Great Western Railway a otevřený byl 1. července 1839. Po dokončení se stal známý jako největší a nejplošší cihlový most na světě. Dva hlavní oblouky mají rozpětí 39 m; oblouk, pod kterým prochází stezka Thames Path se kvůli své ozvěně nazývá The Sounding Arch. Původní šířka mostu byla 9,1 m; v letech 1890–1892 byl most rozšířen Sir Johnem Fowlerem na současných 17,45 m. Výška mostu nad Temží je 9,8 m.
Maidenhead Railway Bridge je jedním ze dvou mostů, které v Maidenhead překlenují Temži - druhým je silniční most Maidenhead Bridge z roku 1777. Železniční most je také vyobrazen na olejomalbě Rain, Steam and Speed - The Great Western Railway Williama Turnera z roku 1844.

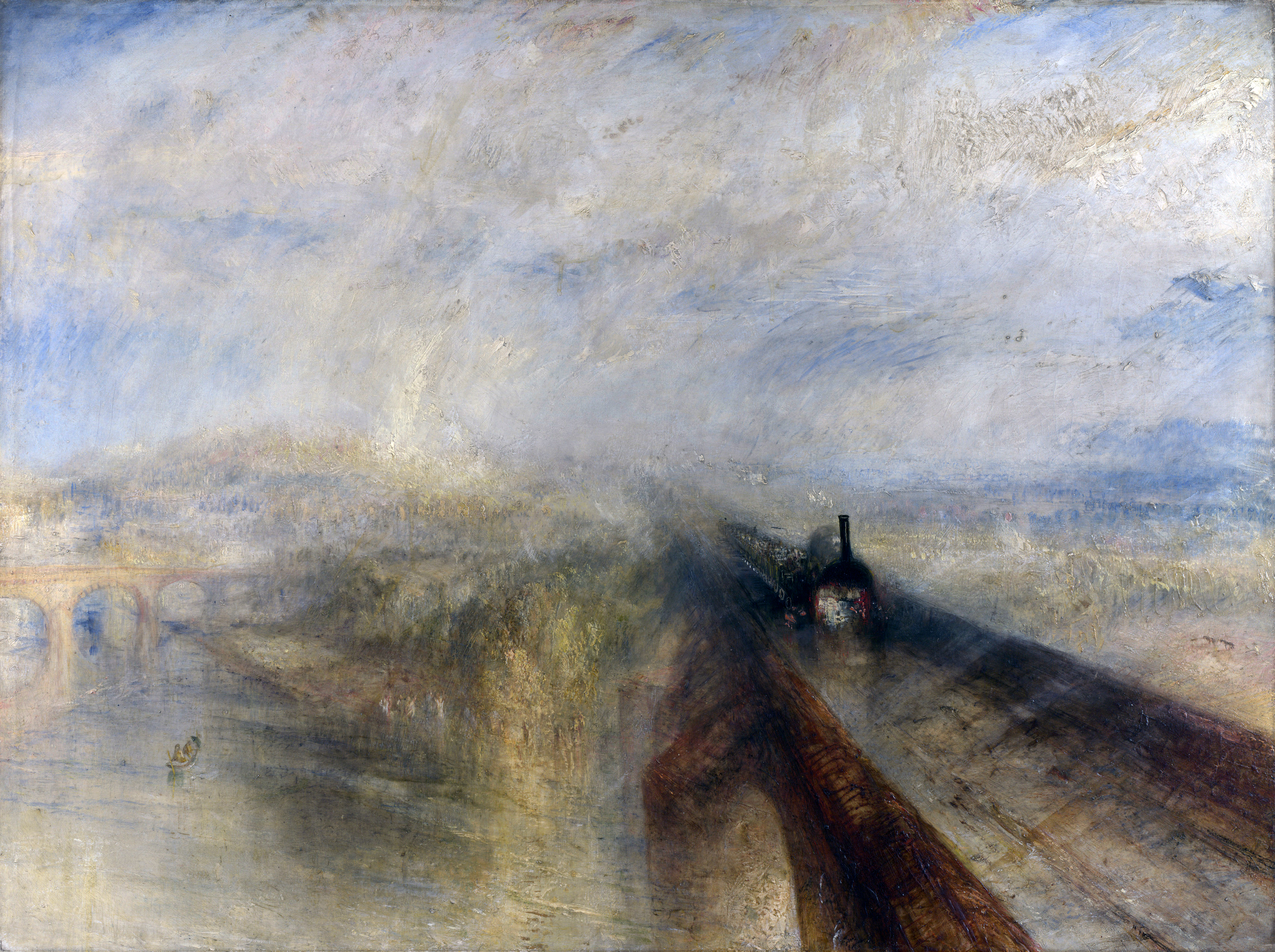
Rain, Steam and Speed – The Great Western Railway, dielo Williama Turnera z roku 1844